# ثعوب (العدين)

تعديل مصدري - تعديل

ثعوب هي إحدى قرى عزلة خباز بمديرية العدين التابعة لمحافظة إب، بلغ تعداد سكانها 826 نسمة حسب تعداد اليمن لعام 2004.